# Asia Bailey
Asia Bailey (Falkirk, 25 novembre 1997) è una taekwondoka britannica.

## Palmarès
- Europei

Montreux 2016: bronzo nei 46 kg.